# Haplostoma junctum
Haplostoma junctum – gatunek widłonoga z rodziny Botryllophilidae. Nazwa naukowa tego gatunku skorupiaków została opublikowana w 2009 roku przez japońską zoolog Shigeko Ooishi.